# National Oil Corporation
National Oil Corporation (NOC; arabisch المؤسسة الوطنية للنفط, DMG al-muʾassasa al-waṭaniyya li-n-nafṭ) ist ein libysches Staatsunternehmen mit Firmensitz in Tripolis. Das Unternehmen wurde 1970 gegründet. Von den Tochterunternehmen der NOC ist das Unternehmen Waha Oil Company (WOC) das größte Mineralölunternehmen, gefolgt von Arabian Gulf Oil Company (Agoco), Zuetina Oil Company (ZOC) und Sirte Oil Company (SOC).
Die National Oil Corporation produziert mehr als drei Viertel der 1,6 Millionen Barrel Rohölförderung Libyens am Tag (Stand Februar 2011).

## Tochterunternehmen
- Azawia Refining
- Rasco
- Brega
- Agoco
- Sirte Oil Co.
- Jowef Oil Technology
- National Drilling Co.
- North Africa Geophysical Exploration Company
- National Oil Fields and Catering Company
- Tamoil
- Waha Oil Co.

## Situation der National Oil Corporation während des Aufstandes in Libyen 2011
Am 10. März erklärte ein Agaco-Sprecher, dass sich das NOC-Tochterunternehmen mit Hauptquartier in Bengasi den Aufständischen angeschlossen habe und dass man den Erlös des geförderten Öls dem oppositionellen Nationalen Übergangsrat zukommen lassen wolle. Als Verladehafen könnte das Ölterminal in Tobruk, östlich von Bengasi dienen.
Über Schukri Ghanim, den Vorsitzenden der NOC, berichtete Al Jazeera er sei am 17. Februar "geflohen". Nach der Rückeroberung von Ras Lanuf durch libysches Militär am 12. März berichtete AP, dass er den italienischen Ölkonzern Eni S.p.A um Hilfe beim Löschen eines Feuers in der dortigen Raffinerie gebeten hat.